# Astragalus kuschakevitschii
Astragalus kuschakevitschii är en ärtväxtart som beskrevs av Olga Alexandrovna Fedtschenko. Astragalus kuschakevitschii ingår i släktet vedlar, och familjen ärtväxter. Inga underarter finns listade i Catalogue of Life.